# Guapiara
Guapiara è un comune del Brasile nello Stato di San Paolo, parte della mesoregione di Itapetininga e della microregione di Capão Bonito.

## Storia
Il comune è stato creato nel 1948 con legge statale.

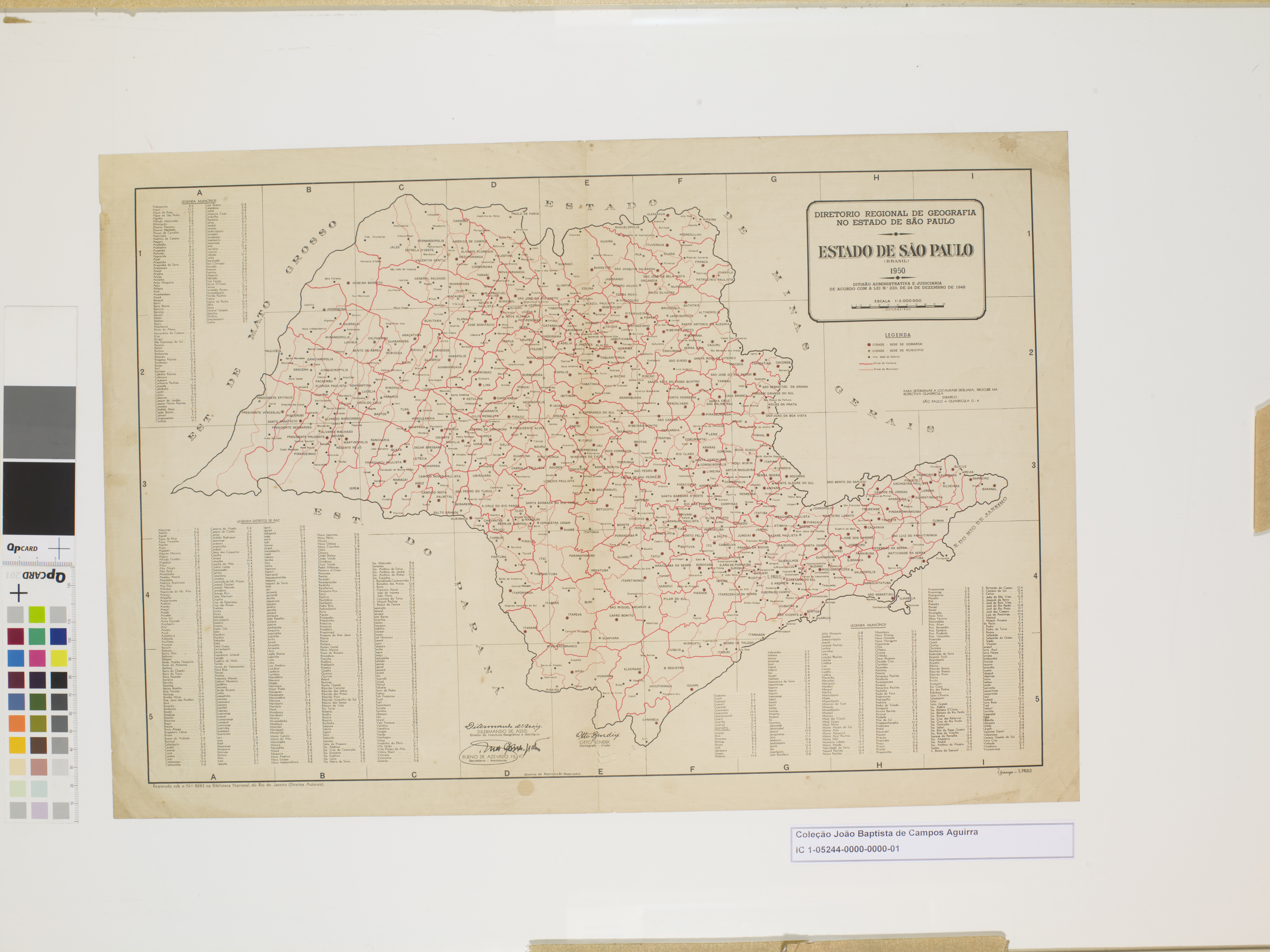
Mappa dello stato di San Paolo (1948).